# Gobiodon okinawae
Gobiodon okinawae là một loài cá biển thuộc chi Gobiodon trong họ Cá bống trắng. Loài này được mô tả lần đầu tiên vào năm 1972.

## Từ nguyên
Từ định danh okinawae được đặt theo tên gọi của tỉnh Okinawa (Nhật Bản), nơi mà mẫu định danh của loài cá này được thu thập.

## Phân bố và môi trường sống
G. okinawae có phân bố tập trung ở vùng Đông Ấn - Tây Thái, từ Nam Nhật Bản trải dài xuống phía nam đến bãi cạn Rowley và rạn san hô Great Barrier, giới hạn phía tây đến quần đảo Cocos (Keeling) và đảo Giáng Sinh, phía đông đến quần đảo Marshall. Ở Việt Nam, G. okinawae được ghi nhận tại quần đảo Hoàng Sa và quần đảo Trường Sa.
G. okinawae sống cộng sinh với các loài san hô Acropora, được tìm thấy ở độ sâu khoảng 2–15 m.

## Mô tả
Chiều dài cơ thể lớn nhất được ghi nhận ở G. okinawae là 3,5 cm. Loài này đặc trưng bởi màu vàng tươi toàn thân.
Số gai vây lưng: 7; Số tia vây lưng: 10–11; Số gai vây hậu môn: 1; Số tia vây hậu môn: 9; Số gai vây bụng: 1; Số tia vây bụng: 5.

## Sinh thái
G. okinawae thường sống thành đàn khoảng 5–15 cá thể. Đây là loài lưỡng tính hai chiều, trong đó cá trưởng thành có khả năng chuyển đổi giữa chức năng đực và cái.